# Hoogeveen
Hoogeveen je općina i grad u nizozemskoj provinciji Drenthe.